# Tattoo (chanson de Van Halen)
Pour les articles homonymes, voir Tattoo.
Tattoo est la première chanson et le premier single de l'album A Different Kind of Truth du groupe de hard rock américain Van Halen. Le single est sorti en ligne et sur les stations de radio le 10 janvier 2012.

## Histoire
La structure de la chanson est basée en grande partie sur une chanson intitulée Down in Flames, qui a été écrite en 1977 et jouée en direct par Van Halen pendant leurs « Club Days » ainsi que lors de leur première tournée mondiale en 1978. Quand le groupe a décidé de reprendre la chanson de Clint Ballard Jr. You're No Good pour leur deuxième album — Van Halen II — ils ont ajouté l'intro de Down in Flames comme intro à leur arrangement.
Une version de la chanson a été travaillée lors des retrouvailles avortées de 2001 avec Roth selon Ray Luzier.
Tattoo est devenu le premier single de Van Halen à figurer sur le Billboard Hot 100 américain en 17 ans, et leur 23e au classement général.

## Sortie
Une vidéo « teaser » de 30 secondes de la chanson a été publié le 6 janvier 2012. La sortie officielle du single a été annoncée le 10 janvier après que Van Halen ait joué un concert privé dans un club au Cafe Wha?.
Chuck Klosterman de Vulture.com l'a classée comme la deuxième pire chanson de Van Halen, notant que « la basse est anormalement élevée dans le mix, ce qui est soit un cadeau de bienvenue pour Wolfgang, soit un coup voilé à Anthony ».

## Interprètes
- David Lee Roth - chant principal, synthétiseur
- Eddie Van Halen - guitare, chœurs
- Alex Van Halen - batterie
- Wolfgang Van Halen - guitare basse, chœurs

## Classements
| Classement (2012)         | Plus haute position |
| ------------------------- | ------------------- |
| Canada (Canadian Hot 100) | 62                  |
| Japon (Japan Hot 100)     | 14                  |
| USA Billboard Hot 100     | 67                  |
| US Billboard Rock Songs   | 16                  |